# جامعة غرب النرويج للعلوم التطبيقية
جامعة غرب النرويج للعلوم التطبيقية (بالنرويجية: Høgskulen på Vestlandet واختصاراً HVL) هي جامعة حكومية في النرويج. أُنشئت في يناير 2017 من خلال دمج عدة كليات جامعية مستقلة، ليصبح لها حرم جامعي في خمس مُدن هي: برغن وفورده وهاوغسوند وسوغندال وستور. يبلغ إجمالي عدد طلابها حوالي 16,000 وطاقمها 1,400 من الأكاديميين والإداريين. يقع حرمها الرئيسي في حي كرونستاد في مدينة برغن.
توفِّر الجامعة التعليم المهني في مجالات العلوم الصحية والاجتماعية والهندسية والاقتصادية والإدارية والتربوية، إلى جانب الموسيقى. وبها برامج للبكالوريوس والماجستير والتعليم المستمر والدكتوراه.